# Anke de Jong
Anke Wyp de Jong (Heerenveen, 15 september 1987) is een Nederlands journalist.

## Levensloop
De Jong groeide op in Gorredijk, en spreekt van huis uit Fries. Van 2004 tot 2008 studeerde zij "Media, Informatie en Communicatie" aan de Hogeschool van Amsterdam. Ze liep stage bij het tijdschrift JAN. Na een aantal jaar werkzaam te zijn geweest als brand manager bij verschillende bladen van uitgeverij Gruner + Jahr, werd ze van 2016 tot en 2021 hoofdredacteur van de Glamour. In 2021 maakte ze de overstap naar het modeblad ELLE. In 2023 deed ze mee met het televisieprogramma Wie is de Mol?.
In 2024 kwam ze in het nieuws door haar diepe decollete tijdens het Gouden Televizier-Ring Gala. Hetzelfde jaar begon ze de podcast Zogenaamd Succesvol samen met advocaat Julia Mekkes (bekend als ex van Dave Roelvink). In oktober 2024 verscheen haar boek Als ik het kan, kan jij het ook.
In 2025 werd ze samen met Mekkes het gezicht van een broodjeszaak in de Amsterdamse Gerard Doustraat. De onderneming is in samenwerking met de bekende horecaondernemer Tijn Verstappen. Hetzelfde jaar werd bekend dat ze stopt als hoofdredacteur van ELLE.

## Privé
De Jong had dertien jaar een relatie met oud-tennisser Igor Sijsling. In 2023 gingen ze uit elkaar.